# PES 2012
PES 2012 (sottotitolato Pro Evolution Soccer e conosciuto in Asia come World Soccer: Winning Eleven 2012) è un videogioco calcistico prodotto da Konami, facente parte della celebre serie di PES. Il gioco è stato annunciato ufficialmente il 13 maggio 2011, ed è stato distribuito a partire dal 27 settembre nel Nord America, dal 14 ottobre in Europa per PC, PlayStation 3 ed Xbox 360, dal 28 ottobre nelle versioni per PSP e PlayStation 2, dal 10 novembre per Nintendo Wii e dal 1º dicembre per Nintendo 3DS.
Come nella precedente versione del gioco, vi sono in esclusiva le licenze per l'UEFA Champions League, l'UEFA Europa League, la Supercoppa UEFA e la Coppa Libertadores.
Lionel Messi, nelle copertine dei vari giochi della serie fin da Pro Evolution Soccer 2009, è stato in questa sostituito da Cristiano Ronaldo, che fu già testimonial della serie per Pro Evolution Soccer 2008. Nella versione giapponese del gioco in copertina c'è Shinji Kagawa, mentre in quella statunitense e sudamericana è presente Neymar insieme a Cristiano Ronaldo.

## Nuove caratteristiche
Rispetto alla versione precedente sono state apportate diverse modifiche e migliorie.
- Sono state introdotte le modalità "TeamMate" e "Off The Ball", che consentono rispettivamente di far scattare alcuni giocatori alteri rispetto a quello di cui si ha controllo e di selezionare a gioco fermo il calciatore a cui passare la palla.[10]
- È stata migliorata l'IA, la grafica, le animazioni ed il sistema delle collisioni.[10][11]
- Il sistema di controllo è stato completamente rinnovato.[10]
- Sono stati aggiunti ulteriori dieci inni nazionali, facendo arrivare il totale a 31.[12]
- È stato introdotto un nuovo livello di difficoltà, Super Star.[13]

## Telecronisti
- Portoghese: Silvio Luiz e Mauro Beting
- Francese: Grégoire Margotton e Christophe Dugarry
- Tedesco: Wolff-Christoph Fuss e Hansi Küpper
- Giapponese: Jon Kabira, Hiroshi Nanami e Tsuyoshi Kitazawa
- Greco: Christos Sotirakopoulos e Georgios Thanailakis
- Inglese: Jon Champion e Jim Beglin
- Italiano: Pierluigi Pardo e Luca Marchegiani
- Messico: Christian Martinoli e Luis García
- Portoghese: Pedro Sousa e Luís Freitas Lobo
- Spagnolo: Carlos Martínez e Julio Maldonado
- Turco: Hasan Mustan e Ali Kerim Öner

## Colonna sonora
- Goose - Black Gloves
- Fear, and Loathing in Las Vegas - Jump Around
- Spector - Elektrify
- The Chemical Brothers - Swoon (Boys Noize Remix)
- Sub Focus - Rock It
- Foals - This Orient (Starkey Remix)
- Jupiter - Vox Populi
- Casiokids - Dresinen
- Cold Cave - Life Magazine
- Alex Malheiros and Banda Utopia - The Wave
- Metronomy - The Bay

## Competizioni

### Coppe

#### Con licenza
- Coppa Libertadores
- UEFA Champions League
- UEFA Europa League[14]

#### Senza licenza
- Campionato mondiale
- Campionato europeo
- Coppa delle nazioni africane
- Coppa America
- Coppa d'Asia
- Coppa del mondo per club FIFA
- Coppa del Re
- FA Cup
- English Football League Cup
- Coppa Italia
- Coppa di Francia
- KNVB beker
- Taça de Portugal

### Campionati
Premier League2 squadre con licenza (Manchester United e Tottenham), 18 squadre senza licenza (Arsenal, Aston Villa, Blackburn, Bolton, Chelsea, Everton, Fulham, Liverpool, Manchester City, Newcastle Utd, Norwich City, QPR, Stoke City, Swansea City, Sunderland, West Bromwich, Wigan e Wolverhampton), lega senza licenza
 Primera DivisiónTutte le 20 squadre con licenza, lega con licenza;
 Ligue 1Tutte le 20 squadre con licenza, lega con licenza;
 EredivisieTutte le 18 squadre con licenza, lega con licenza;
 Serie ATutte le 20 squadre con licenza, lega senza licenza;
 Primeira Liga3 squadre con licenza (Benfica, Porto e Sporting Lisbona), 13 squadre senza licenza (Académica, Beira-Mar, Braga, Feirense, Gil Vicente, Marítimo, Nacional, Olhanense, Paços Ferreira, Rio Ave, União Leiria, Vitória Guimarães, Vitória Setúbal), lega senza licenza.

## Squadre

### Club della Copa Libertadores
- Club América
- San Luis F.C.
- Jaguares de Chiapas
- Argentinos Juniors
- Estudiantes de La Plata
- Vélez Sársfield
- Godoy Cruz Antonio Tomba
- Independiente
- Jorge Wilstermann
- Oriente Petrolero
- Club Bolívar
- Internacional
- Santos
- Fluminense
- Cruzeiro
- Corinthians
- Grêmio
- Universidad Católica
- Colo-Colo
- Unión Española
- Atlético Junior
- Once Caldas
- Deportes Tolima
- LDU Quito
- Emelec
- Deportivo Quito
- Libertad
- Guaraní
- Cerro Porteño
- Universidad San Martín
- León de Huánuco
- Alianza Lima
- Peñarol
- Nacional
- Liverpool
- Caracas
- Deportivo Táchira
- Deportivo Petare

### Club della Copa Libertadores 2012[15]
- Tigres
- Cruz Azul
- Chivas
- Vélez Sarsfield
- Boca Juniors
- Lanús
- Godoy Cruz
- Arsenal Sarandí
- Bolívar
- The Strongest
- Real Potosí

- Santos
- Corinthians
- Vasco da Gama
- Fluminense
- Flamengo
- Internacional
- Universidad de Chile
- Universidad Católica
- Unión Española
- Nacional Medellin
- Atletico Junior
- Once Caldas
- Deportivo Quito
- Emelec
- El Nacional

- Nacional
- Olimpia
- Libertad
- Juan Aurich
- Alianza Lima
- Sport Huancayo
- Nacional Montevideo
- Defensor Sporting
- Penarol
- Deportivo Táchira Fútbol Club
- Zamora
- Caracas

### Altri club
- Dinamo Zagabria
- Sparta Praga
- F.C. Copenhagen
- HJK Helsinki
- Bayer Leverkusen Nuova
- Bayern Monaco
- AEK Atene
- Olympiacos
- Panathīnaïkos
- PAOK
- Rosenborg
- Wisła Cracovia
- Oţelul Galaţi Nuova
- CSKA Mosca Nuova
- FC Rubin Kazan
- Zenit San Pietroburgo
- Celtic
- Rangers
- AIK
- Basilea
- Beşiktaş
- Fenerbahçe
- Galatasaray
- Trabzonspor Nuova
- Šachtar
- Dinamo Kiev
- Boca Juniors
- River Plate

### Nazionali

#### Europa
- Albania
- Andorra
- Armenia
- Austria
- Azerbaigian
- Bielorussia
- Belgio
- Bosnia ed Erzegovina Fict.
- Bulgaria
- Croazia
- Cipro
- Rep. Ceca
- Danimarca
- Inghilterra
- Estonia
- Finlandia
- Francia
- Georgia
- Germania
- Gibilterra
- Grecia

- Ungheria
- Islanda
- Irlanda
- Israele
- Italia
- Kazakistan
- Kosovo
- Lettonia
- Liechtenstein
- Lituania
- Lussemburgo
- Macedonia del Nord
- Malta
- Moldavia
- Montenegro Fict.
- Paesi Bassi
- Irlanda del Nord
- Norvegia
- Polonia
- Portogallo

- Romania
- Russia
- San Marino
- Scozia
- Serbia Fict.
- Slovacchia Fict.
- Slovenia
- Spagna
- Svezia
- Svizzera
- Turchia
- Ucraina Fict.
- Galles Fict.

#### Africa
- Algeria Fict.
- Angola Fict.
- Camerun
- Costa d'Avorio
- Egitto

- Ghana
- Guinea Fict.
- Mali Fict.
- Marocco Fict.
- Nigeria Fict.

- Senegal Fict.
- Sudafrica
- Togo Fict.
- Tunisia Fict.

#### Americhe
- Anguilla Fict.
- Antigua e Barbuda Fict.
- Aruba Fict.
- Bahamas Fict.
- Barbados Fict.
- Belize Fict.
- Bermuda Fict.
- Bonaire Fict.
- Isole Vergini Britanniche Fict.
- Canada Fict.
- Isole Cayman Fict.
- Costa Rica Fict.
- Cuba Fict.
- Curaçao Fict.
- Dominica Fict.
- Rep. Dominicana Fict.
- El Salvador Fict.
- Grenada Fict.
- Guadalupa Fict.
- Guatemala Fict.
- Guyana Fict.
- Guyana francese Fict.
- Haiti Fict.
- Honduras Fict.
- Giamaica Fict.
- Martinica Fict.
- Messico Fict.
- Montserrat Fict.
- Antille Olandesi Fict.
- Nicaragua Fict.
- Panama Fict.
- Porto Rico Fict.
- Saint-Martin Fict.
- Saint Kitts e Nevis Fict.
- Saint Vincent e Grenadine Fict.
- Saint Lucia Fict.
- Sint Maarten Fict.
- Suriname Fict.
- Trinidad e Tobago Fict.
- Turks e Caicos Fict.
- Stati Uniti Fict.
- Isole Vergini Americane Fict.

- Argentina
- Bolivia
- Brasile
- Cile
- Colombia

- Ecuador
- Paraguay Fict.
- Perù
- Uruguay
- Venezuela Fict.

#### Asia e Oceania
- Afghanistan Fict.
- Australia
- Bahrein Fict.
- Bangladesh Fict.
- Bhutan Fict.
- Brunei Fict.
- Cambogia Fict.
- Cina Fict.
- Taipei cinese Fict.
- Guam Fict.
- Hong Kong Fict.
- India Fict.
- Indonesia Fict.
- Iran Fict.
- Iraq Fict.
- Giappone
- Giordania Fict.
- Kuwait Fict.
- Kirghizistan Fict.
- Laos Fict.

- Libano Fict.
- Macao Fict.
- Malaysia Fict.
- Maldive Fict.
- Mongolia Fict.
- Birmania Fict.
- Nepal Fict.
- Isole Marianne Settentrionali Fict.
- Oman Fict.
- Filippine Fict.
- Palestina Fict.
- Corea del Nord Fict.
- Pakistan Fict.
- Qatar Fict.
- Arabia Saudita Fict.
- Singapore Fict.
- Corea del Sud
- Sri Lanka Fict.
- Siria Fict.

- Tagikistan Fict.
- Thailandia Fict.
- Timor Est Fict.
- Turkmenistan Fict.
- Emirati Arabi Uniti Fict.
- Uzbekistan Fict.
- Vietnam Fict.
- Yemen Fict.
- Samoa Americane
- Isole Cook
- Figi
- Kiribati
- Nuova Caledonia
- Nuova Zelanda
- Papua Nuova Guinea
- Samoa
- Isole Salomone
- Tahiti
- Tonga
- Tuvalu
- Vanuatu

In grassetto quelle con licenza.
Fict. = squadre con i nomi dei giocatori fittizi.
Nuova = nuova introduzione nella serie.

## Club generici

### Campionato D2[16]
Questo campionato è formato da 18 squadre e appare nel Campionato Master come seconda divisione. Le squadre sono modificabili interamente.

## Stadi

### Con licenza
| #  | Stadio                    | Nazione     | Squadra          |
| -- | ------------------------- | ----------- | ---------------- |
| 1  | Old Trafford              | Inghilterra | Manchester Utd   |
| 2  | Wembley Stadium           | Inghilterra | Inghilterra      |
| 3  | Camp Nou                  | Spagna      | Barcellona       |
| 4  | Estadio Santiago Bernabéu | Spagna      | Real Madrid      |
| 5  | Stade de France           | Francia     | Francia          |
| 6  | Stade Louis II            | Monaco      | Monaco           |
| 7  | Juventus Stadium          | Italia      | Juventus         |
| 8  | Giuseppe Meazza           | Italia      | Inter            |
| 9  | San Siro                  | Italia      | Milan            |
| 10 | Stadio Olimpico           | Italia      | Lazio e Roma     |
| 11 | Estádio do Dragão         | Portogallo  | Porto            |
| 12 | Estádio José Alvalade     | Portogallo  | Sporting Lisbona |
| 13 | Estádio da Luz            | Portogallo  | Benfica          |
| 14 | Amsterdam Arena           | Paesi Bassi | Ajax             |
| 15 | El Monumental             | Argentina   | River Plate      |
| 16 | Stadio di Saitama         | Giappone    | Urawa Reds       |
| 17 | Allianz Arena             | Germania    | Bayern Monaco    |

### Senza licenza
| #  | Stadio                    |
| -- | ------------------------- |
| 1  | Burg Stadion              |
| 2  | Royal London Stadium      |
| 3  | Rose Park Stadium         |
| 4  | Bristol Mary Stadium      |
| 5  | Estadio Del Nuevo Triunfo |
| 6  | Stade De Sagittaire       |
| 7  | Stadio Orione             |
| 8  | Ville Marie Stadium       |
| 9  | Estadio De Escorpiao      |
| 10 | Estadio Amazonas          |
| 11 | Estadio De Palenque       |
| 12 | Konami Stadium            |
| 13 | Mohamed Lewis Stadium     |

## Aggiornamenti

### Patch
Patch 1.01
È stata pubblicata il 28 settembre 2011. Essa ha abilitato il sistema myPES (l'applicazione che permette di condividere vari dati su Facebook) e migliorato l'IA degli atleti.
Patch 1.02
Pubblicata il 7 novembre 2011, risolve alcuni bug ed apporta lievi migliorie.
Patch 1.03
È stata pubblicata il 15 dicembre 2011, migliora i movimenti del portiere e risolve alcuni bug.
Patch 1.06
È stata pubblicata il 27 aprile 2012 per far integrare correttamente il DLC 4.00. La patch inoltre apporta delle migliorie al gameplay.

### DLC
DLC 1.00
È stato pubblicato l'11 ottobre 2011 per aggiornare le rose alla chiusura del mercato estivo, le divise di alcune squadre, i parametri di alcuni giocatori e per aggiungere tredici nuovi scarpini.
DLC 2.00
È stato pubblicato il 27 dicembre 2011 per aggiornare la prima divisa della Nazionale del Giappone ed aggiungere tre nuovi palloni e quattordici scarpini.
DLC 3.00
È stato pubblicato il 6 marzo 2012 per aggiornare le rose alla sessione di mercato invernale e le divise di tre nazionali: Germania, Spagna e Giappone (seconda maglia). Verranno inoltre aggiunti otto nuovi scarpini (4 Nike e 4 Adidas) e il pallone della UEFA Champions League utilizzato per la finale di Monaco 2012.
DLC 4.00
È stato pubblicato il 27 aprile 2012 per aggiornare la Coppa Libertadores all'edizione 2012, con il pallone ufficiale della competizione e le 38 squadre che ne fanno parte, comprensive di divise e formazioni aggiornate.

## Accoglienza
La rivista Play Generation diede alla versione per PlayStation 3 un punteggio di 87/100, apprezzando alcune opzioni e licenze in più, il buon ritmo e gli ottimi modelli dei giocatori e come contro l'IA dei portieri ed a volte dei compagni e per tale motivo sarebbe stato necessario pubblicare una patch, finendo per trovarlo un gioco che nonostante le sue pecche, sarebbe piaciuto agli affezionati della serie Konami, ma FIFA 12 si dimostrava migliore.